# Тарасовка (Александрийский район)
Тарасовка (укр. Тарасівка) — село в Попельнастовской сельской общине Александрийского района Кировоградской области Украины.
Население по переписи 2001 года составляло 214 человек. Почтовый индекс — 28064. Телефонный код — 5235. Код КОАТУУ — 3520384906.